# Ruederbach
Ruederbach é uma comuna francesa na região administrativa de Grande Leste, no departamento Alto Reno. Estende-se por uma área de 4,43 km². Em 2010 a comuna tinha 404 habitantes (densidade: 91,2 hab./km²).